# 特魯諾夫斯科耶區
45°27′N 41°59′E / 45.450°N 41.983°E
特魯諾夫斯科耶區（俄语：Труновский район），是俄羅斯的一個區，位於該國西南部，由斯塔夫羅波爾邊疆區負責管轄，面積1,686平方公里，2010年人口34,558，人口密度每平方公里20.5人。